# It's All Wrong
It's All Wrong è un cortometraggio muto del 1916 diretto da Henry McRae (Henry MacRae)

## Produzione
Il film fu prodotto dalla Nestor Film Company.

## Distribuzione
Distribuito dall'Universal Film Manufacturing Company, il film - un cortometraggio di una bobina - uscì nelle sale cinematografiche USA il 13 ottobre 1916.